# Ulaanbaatar Football Club
L'Ulaanbaatar Football Club è una squadra di calcio che porta il nome della capitale mongola, ed è una delle sette squadre della suddetta città a militare nella Niislel League, la massima serie del campionato mongolo. 

## Storia
Si è laureata campione di Mongolia nel 2011. Il colore sociale è il rosso. Hanno vestito la maglia del club giocatori del livello di Kim Myong-Won, che ha partecipato al Mondiale sudafricano del 2010.

## Palmarès

### Competizioni nazionali
- Niislel League: 2

2011, 2022-2023

### Altri piazzamenti
- Niislel League:

Secondo posto: 2015, 2018
Terzo posto: 2013